# Josef Staudigl
Josef Staudigl   (Wöllersdorf-Steinabrückl, 14 d'abril de 1807 - Viena, 28 de març de 1861) fou un cantant d'òpera de la corda de baix.

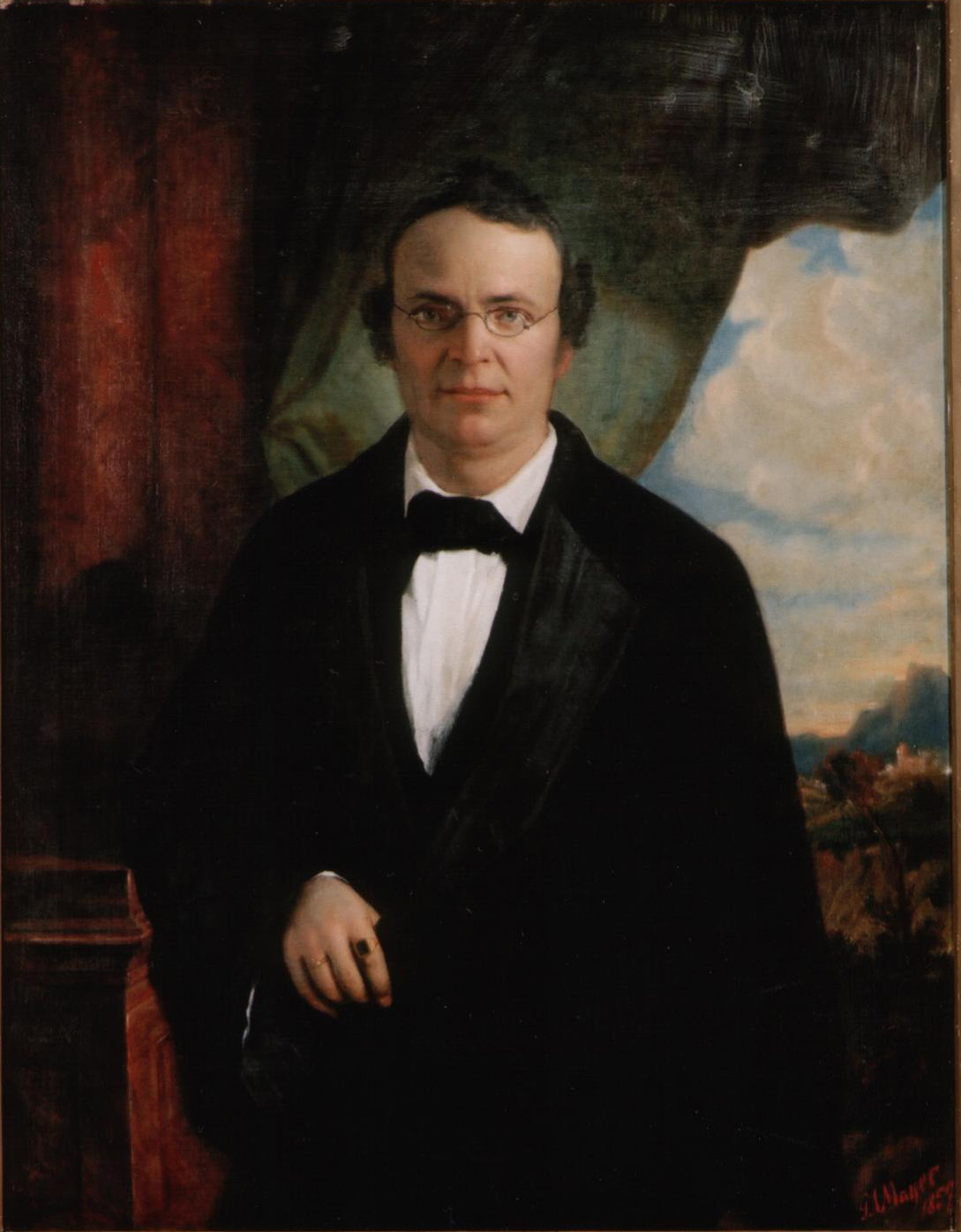
Josef Staudigl

Staudigl va assistir a l'escola de Wiener Neustadt i, des del 1825, era un novici al monestir benedictí de Stift Melk. El 1827 va anar a Viena per estudiar-hi cirurgia. A causa de la pobresa, va començar a cantar com a empresa filial, ja que des de petit havia posseït una veu molt bonica. Quan va guanyar una cita professional amb el Wiener Hofoper i hi va obtenir un gran èxit, va acabar els seus estudis com a medic. Va fer la seva empremta prenent el lloc d'un cantant que havia d'aparèixer com a Pietro a Masaniello, que va caure malalt. El 1831 es va convertir en Hofkapellsänger (cantant de la cort) i va participar en els concerts oratoris de la Societat de compositors.
Va donar algunes lliçons, i un estudiant digne d'esmentar és Karl Beck, el tenor que el 1850 va crear el paper del títol a l'òpera Lohengrin de Richard Wagner. Beck havia fet el seu debut a Praga el 1838.
Staudigl ja estava cantant a Londres el 1842, quan va aparèixer al Covent Garden de la mà de la Companyia alemanya en la primera representació anglesa de Les Huguenots, en el paper de Marcel. També va estar a la première anglesa de Norma, com a Oroveso, l'any següent. A través de compromisos estrangers, especialment a Londres, també es va fer molt conegut i molt estimat internacionalment. Va animar John Liptrot Hatton, que va ser l'acompanyant al piano de Staudigl als concerts de Londres i també mestre de cor al Theatre Royal, Drury Lane, a compondre una òpera (llibret d'Edward Fitzball), Pasqual Bruno, i va actuar en ella (en una traducció alemanya en gran part pròpia) a Viena el 1844. Entre 1845 i 1848 va cantar amb molt d'èxit al Theatre an der Wien.
El 1846 Staudigl va crear el paper principal a Elies de Mendelssohn, com a part del Festival de Birmingham.
El 1847, a Londres, cantava al "Her Majesty's Theatre" el paper de Bertram, davant Jenny Lind, en la seva aparició a Londres a Robert le diable. Durant el seu compromís amb "Her Majesty's", va establir una estreta relació amb Michael William Balfe, aleshores director de la companyia, i al seu retorn a Viena, Staudigl va ajudar a organitzar representacions en llengua alemanya de les òperes de Balfe Keolanthe, The Bohemian Girl (com Die Zigeunerin), i The Bondman (com Die Mulatte). De 1848 a 1854 va cantar a l'Opera de l'estat de Viena.
El 1846 Staudigl va crear el paper principal a Elies de Mendelssohn, com a part del Festival de Birmingham. El 1847, a Londres, va cantar al Teatre Her Majesty el paper de Bertram, davant Jenny Lind, en la seva aparició a Londres a Robert le diable. Durant el seu compromís amb Her Mejesty, va establir una estreta relació amb Michael William Balfe, aleshores director de la companyia, i al seu retorn a Viena, Staudigl va ajudar a organitzar representacions en llengua alemanya de les òperes de Balfe Keolanthe, The Bohemian Girl (com Die Zigeunerin), i The Bondman (com Die Mulatte). De 1848 a 1854 va cantar a l'Operapera de l'estat de Viena. Josef Staudigl va ser un dels baixos més famosos de la seva època. Va ser molt admirat en l'escenari operístic, però va ser encara més eminent com a intèrpret de Lieder i com a cantant d'Oratori.
Després de 1856, va emmalaltir i restà cada cop més desordenat emocionalment, i va haver de ser admès a l'"Asil Lunàtic Nacional" de Viena, on finalment va morir. Va ser enterrat al cementiri catòlic de Matzleinsdorf. Des de l'aixecament del cementiri encara es pot veure la seva tomba i es troba en el recinte sepulcral de l'annex del cementiri anomenat "Waldmüllerpark". El 1872, el nom de Staudiglgasse (carrer Staudigl) de Viena-Favoriten va rebre el seu nom. Hi ha una placa col·locada a la casa on va néixer a Wöllersdorf.
Josef Staudigl va ser un dels baixos més famosos de la seva època. Va ser molt admirat en l'escenari operístic, però va ser encara més eminent com a intèrpret de Lieder i com a cantant d'Oratori.